# Kathedrale Notre-Dame-et-Saint-Arnoux

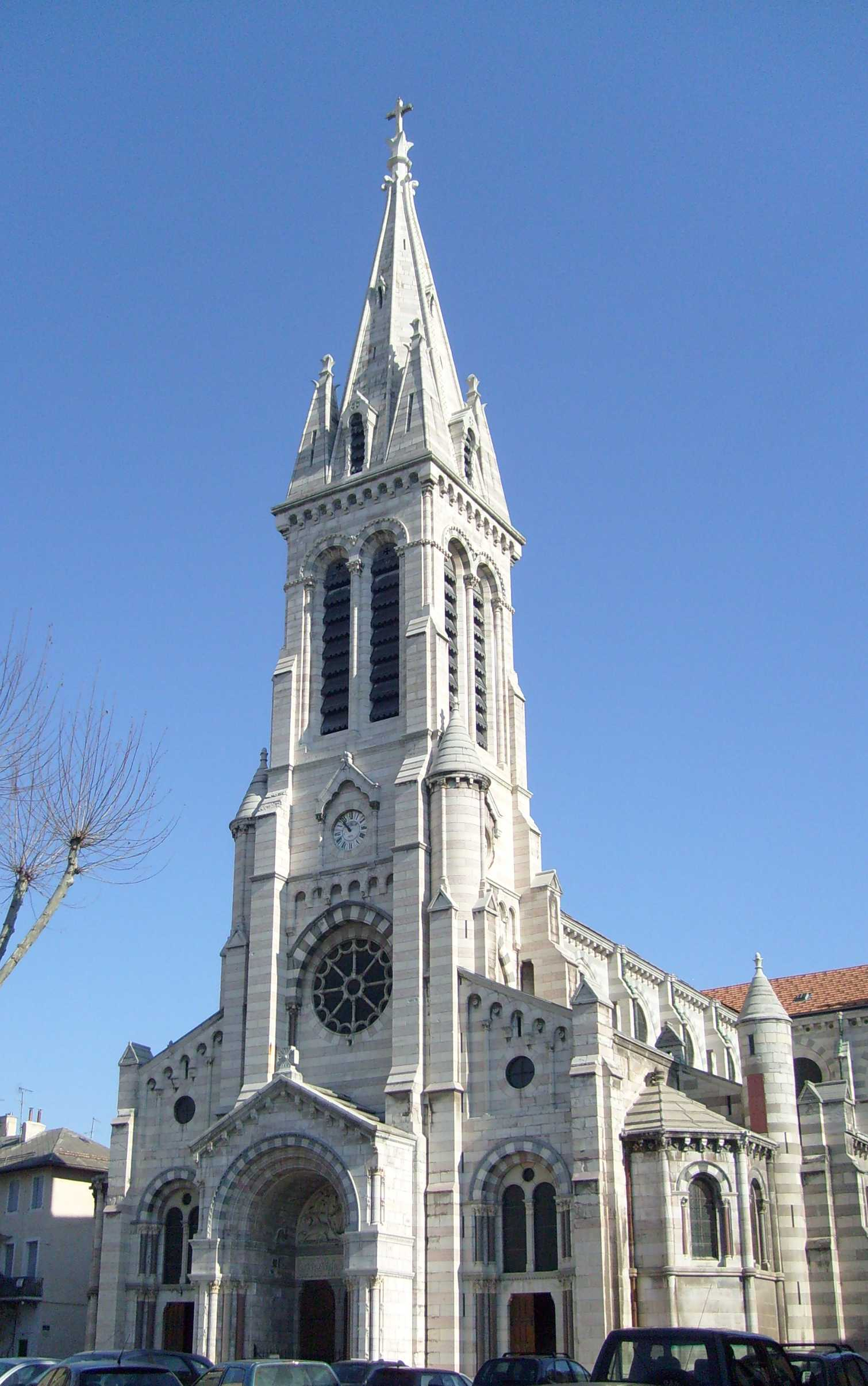
Frontansicht

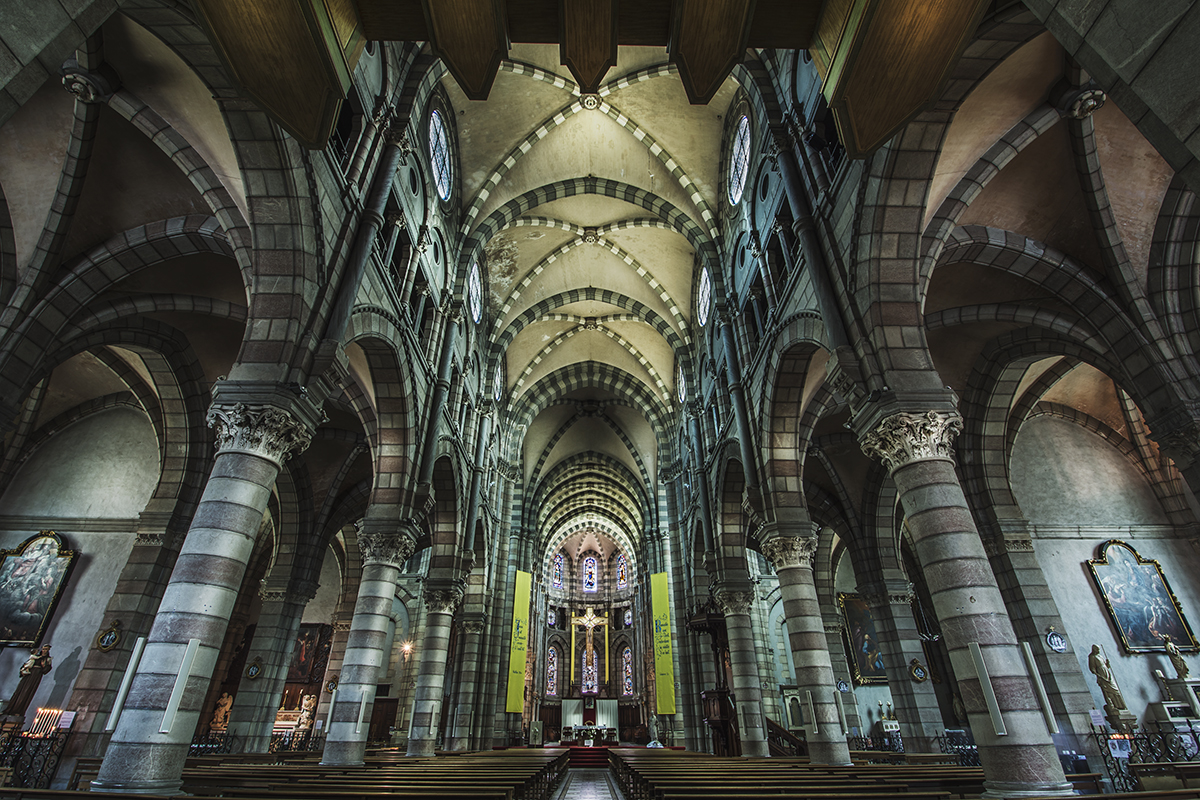
Innenansicht

Die Kathedrale Notre-Dame-et-Saint-Arnoux ist eine römisch-katholische Kirche in Gap im Département Hautes-Alpes in Südfrankreich. Sie ist der Sitz des Bistums von Gap und Embrun.

## Geschichte
Nach der Auflösung der alten Diözese Gap im Jahr 1801 als Folge des Konkordats konnte erst Papst Pius VII. das Bistum im Jahr 1822 neu errichten. Seit 2008 trägt es die offizielle Bezeichnung Diözese von Gap und Embrun. Die Kathedralkirche in Gap entstand in der zweiten Hälfte des 19. Jahrhunderts an der Stelle der inzwischen zerfallenen mittelalterlichen Kathedrale. Die neue Kirche trägt das Patrozinium Maria Himmelfahrt und ist zusätzlich dem heiligen Arnoux (Lateinisch: Arnulfus) geweiht, der im 11. Jahrhundert Bischof von Gap war und als Stadtpatron von Gap gilt.
Seelsorgerisch wird die Pfarrgemeinde, zu der die Kathedrale gehört, seit 2021 durch Priester der Gemeinschaft Sankt Martin betreut.

## Architektur
Die neue Kirche in Gap wurde von 1866 bis 1904 nach Plänen des Architekten Charles Laisné im Stil des Historismus gebaut und bereits am 21. September 1895 durch Bischof Prosper Amable Berthet konsekriert und am 22. September 1895 durch den Erzbischof von Aix-en-Provence François-Xavier Gouthe-Soulard geweiht. Ihre aus unterschiedlichen Steinsorten errichteten Fassaden ergeben ein farbig wirkendes Erscheinungsbild. Der Kirchturm hat eine Höhe von 70 Metern. Die Glasmalereien im Chor stammen vom Glaskünstler Émile Hirsch. Im Kirchenraum befinden sich mehrere Bilder und Skulpturen des Heiligen Arnoux, unter anderem eine Abbildung von 1716 aus der alten Kathedrale vom französischen Maler Louis Court, der im frühen 18. Jahrhundert für das Bistum tätig war.

## Ausstattung

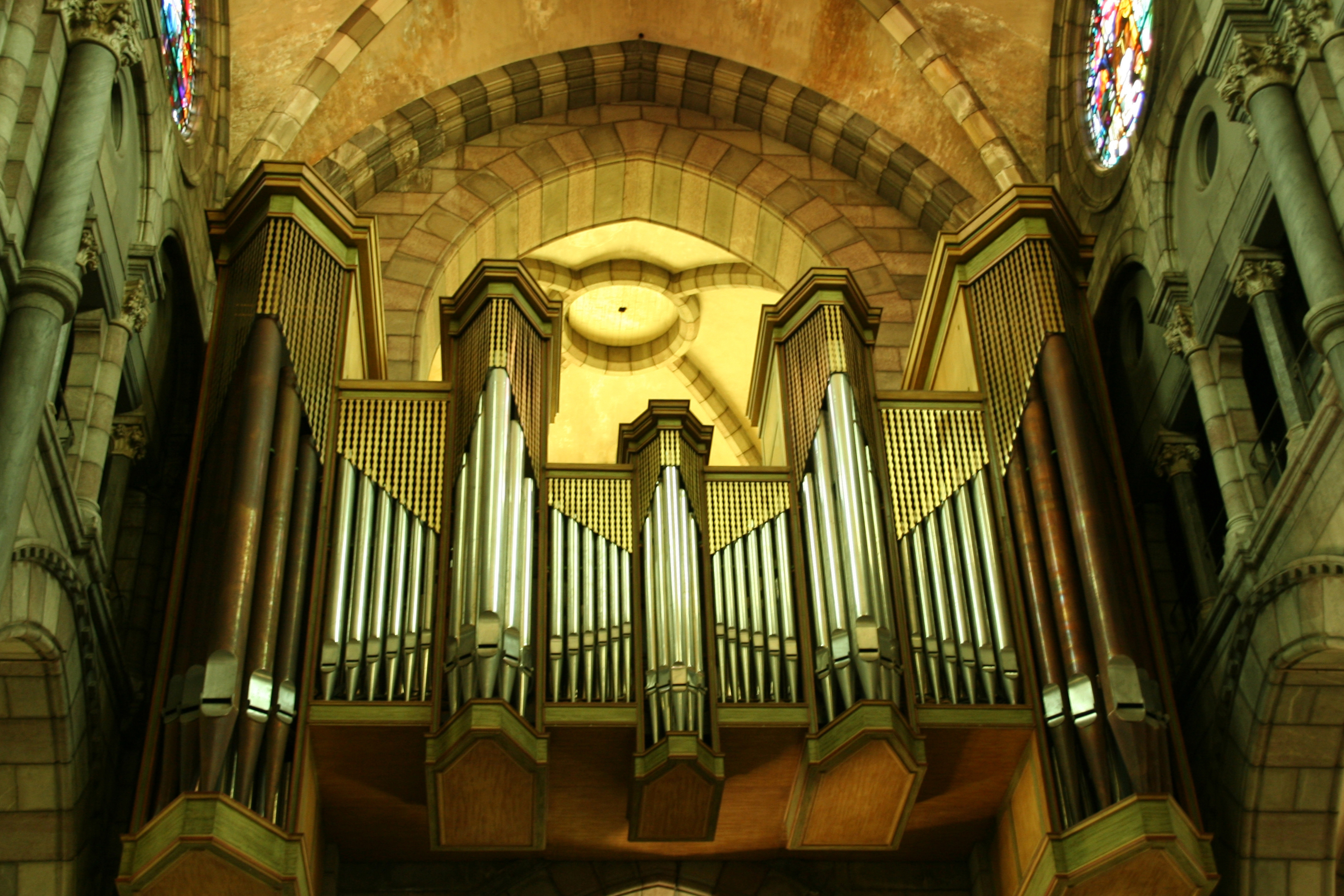
Blick auf die Orgel

Die Orgel wurde 1981 von dem Orgelbauer Jean Dunand (Villeurbanne) erbaut.
| I Positif C-g3 |        |
| Montre         | 8'     |
| Prestant       | 4'     |
| Nazard         | 2 ⁄3'  |
| Doublette      | 2'     |
| Tierce         | 1 3⁄5' |
| Larigot        | 1 ⁄3'  |
| Plein-jeu V 0  |        |
| Trompette      | 8'     |
| Cromorne       | 8'     |

| II Grand-Orgue C-g3     |         |
| Montre                  | 16'     |
| Montre                  | 08'     |
| Bourdon à cheminée 0    | 08'     |
| Dessus de flûte         | 08'     |
| Prestant                | 04'     |
| Grande tierce           | 03 1⁄5' |
| Nazard                  | 02 ⁄3'  |
| Doublette               | 02'     |
| Cornet V                |         |
| Grande fourniture III 0 |         |
| Petite fourniture V     |         |
| Cymbale                 |         |
| Bombarde                | 16'     |
| Trompette               | 08'     |
| Clairon                 | 04'     |

| III Récit expressif C-g3 |         |
| Quintaton                | 16'     |
| Bourdon                  | 08'     |
| Gemshorn                 | 08'     |
| Undamaris                | 08'     |
| Principal conique 0      | 04'     |
| Flûte                    | 02'     |
| Tierce                   | 01 3⁄5' |
| Sifflet                  | 01'     |
| Cornet III               |         |
| Cymbale III              |         |
| Basson                   | 16'     |
| Trompette                | 08'     |
| Basson-hautbois          | 08'     |
| Voix humaine 8'          |         |

| Pédale C-g1 |         |
| Principal   | 16'     |
| Principal   | 08'     |
| Bourdon     | 08'     |
| Quinte      | 05 1⁄3' |
| Principal   | 04'     |
| Bombarde 0  | 16'     |
| Trompette   | 08'     |
| Clairon     | 04'     |